# Actor (album)
Actor is het tweede album van St. Vincent.

## Track listing
Alle muziek en teksten zijn geschreven door Annie Clark. 
| Nr. | Titel                          | Duur |
| --- | ------------------------------ | ---- |
| 1.  | The Strangers                  | 4:05 |
| 2.  | Save Me from What I Want       | 3:35 |
| 3.  | The Neighbors                  | 3:31 |
| 4.  | Actor out of Work              | 2:15 |
| 5.  | Black Rainbow                  | 4:11 |
| 6.  | Laughing With a Mouth of Blood | 3:02 |
| 7.  | Marrow                         | 3:24 |
| 8.  | The Bed                        | 3:43 |
| 9.  | The Party                      | 4:05 |
| 10. | Just the Same but Brand New    | 5:24 |
| 11. | The Sequel                     | 1:54 |